# Paul Arnold (Politiker, 1804)
Paul Arnold (* 22. Februar 1804 in Offenbach am Main; † 6. März 1887 in Darmstadt) war ein hessischer Hofbaumeister und Abgeordneter der 2. Kammer der Landstände des Großherzogtums Hessen.

## Familie
Paul Arnold war der Sohn des Baudirektors Ekhard Arnold (1764–1844) und seiner Frau Susanna Maria geborene Fleischmann (Hochzeit am 25. Dezember 1801). Er war evangelischen Glaubens. Am 30. Mai 1835 heiratete er in Offenbach seine Frau Mathilde geborene Meister (1810–1871), die Tochter des solmischen Kanzleidirektors Carl Heinrich Meister (1770–1835) und dessen Frau Anna Sybille geborene Fuchs (1775–1829). 
Arnold studierte Staatswissenschaften an der Universität Gießen und legte 1825 sein Kameralexamen ab. 1826 wurde er Akzessist an der Oberbaudirektion Darmstadt und 1832 Kreisbaumeister in Offenbach. 1837 wurde er Hof- und Militärbaumeister in Darmstadt. Im Jahr 1852 wurde er Hofbaudirektor und Rat bei der Oberbaudirektion. 1854 erfolgte die Ernennung zum Oberbaudirektor und 1864 zum Geheimrat, bevor er am 18. Dezember 1876 pensioniert wurde.
Paul Arnold war von 1844 bis 1847 Mitglied der Landstände des Großherzogtums Hessen. Er wurde jeweils im Wahlbezirk Starkenburg 1/Heusenstamm gewählt.
Sein Enkel Ernst Theodor Arnold (1888–1978) war von 1929 bis 1933 Direktor der Papierfabrik Wilhelm Euler und verheiratet mit Elisabeth „Elli“ Koch (1890–1914), Tochter des Bauingenieurs und Hochschullehrers Alexander Koch.

## Auszeichnungen
- Ludewigs-Orden, Ritter I. Klasse
- Verdienstorden Philipps des Großmütigen, Komtur II. Klasse
- Verdienstorden der Bayerischen Krone, Ritter
- Sankt-Stanislaus-Orden, Ritter II. Klasse mit der Krone[1]